# Selección de balonmano de Camerún
La selección de balonmano de Camerún es el equipo nacional de balonmano de dicho país. La selección es controlada por la Federación de Balonmano de Camerún, que a su vez forma parte de la Confederación Africana de Balonmano.

## Historial

### Juegos Olímpicos
- 1972 - No participó
- 1976 - No participó
- 1980 - No participó
- 1984 - No participó
- 1988 - No participó
- 1992 - No participó
- 1996 - No participó
- 2000 - No participó
- 2004 - No participó
- 2008 - No participó
- 2012 - No participó
- 2016 - No participó
- 2020 - No participó

### Campeonato Mundial
- 1958 - No participó
- 1961 - No participó
- 1964 - No participó
- 1967 - No participó
- 1970 - No participó
- 1974 - No participó
- 1978 - No participó
- 1982 - No participó
- 1986 - No participó
- 1990 - No participó
- 1993 - No participó
- 1995 - No participó
- 1997 - No participó
- 1999 - No participó
- 2001 - No participó
- 2003 - No participó
- 2005 - No participó
- 2007 - No participó
- 2009 - No participó
- 2011 - No participó
- 2013 - No participó
- 2015 - No participó
- 2017 - No participó
- 2019 - No participó
- 2021 - No participó
- 2023 - No participó

### Campeonato Africano
- 1974 -  Medalla de plata
- 1976 -  Medalla de bronce
- 1979 - 5.ª plaza
- 1981 - No participó
- 1983 - No participó
- 1985 - 8.ª plaza
- 1987 - No participó
- 1989 - No participó
- 1991 - No participó
- 1992 - No participó
- 1994 - No participó
- 1996 - 7.ª plaza
- 1998 - 9.ª plaza
- 2000 - No participó
- 2002 - 5.ª plaza
- 2004 - 6.ª plaza
- 2006 - 9.ª plaza
- 2008 - 7.ª plaza
- 2010 - 10.ª plaza
- 2012 - 7.ª plaza
- 2014 - 5.ª plaza
- 2016 - 5.ª plaza
- 2018 - 9.ª plaza
- 2020 - 15.ª plaza
- 2022 - 12.ª plaza